# FC Wiltz 71
Der FC Wiltz 71 ist ein luxemburgischer Fußballverein aus der Stadt Wiltz. Die Vereinsfarben sind rot und weiß.
Seine Heimspiele trägt der Verein seit Oktober 2015 im neuen Stadion Am Pëtz in Weidingen aus.

## Geschichte
Der Verein entstand 1971 aus der Fusion der beiden Clubs US Niederwiltz und FC Gold a Ro’d Wiltz. 1978 trat der FC Arminia Weidingen der Fusion bei.
Innerhalb von zehn Jahren gelang dem FC Wiltz 71 der Aufstieg von der vierten Liga in die Nationaldivision. Seitdem stieg der Club siebenmal ab, spielte aber nie tiefer als in der zweitklassigen Ehrenpromotion.
Wegen der COVID-19-Pandemie unterbrach der luxemburgische Fußballverband am 12. März 2020 die laufende Saison. Zum Zeitpunkt der Unterbrechung nach dem 15. Spieltag stand der FC Wiltz 71 auf dem zweiten Platz der Ehrenpromotion, der zum direkten Aufstieg in die BGL Ligue berechtigte. Am 22. April 2020 gab der Verband den endgültigen Saisonabbruch bekannt und erklärte Wiltz zum Aufsteiger in die BGL Ligue.
In den folgenden Spielzeiten konnte die Klasse gehalten werden, wenngleich in der Saison 2021/22 nur durch einen Sieg im Elfmeterschießen im Barragespiel gegen den FC Jeunesse Junglinster. Am vorletzten Spieltag der Saison 2024/25 rutschte das Team auf den 13. Tabellenplatz ab, auf dem es die Saison beendete. Dadurch musste Wiltz ein Barragespiel um den Klassenerhalt gegen den Dritten der Ehrenpromotion bestreiten. Aufgrund einer 0:1-Niederlage gegen Atert Bissen stieg der FC Wiltz 71 nach fünf Jahren wieder aus der BGL Ligue in die Ehrenpromotion ab.

## Erfolge
Der größte Erfolg in der Nationaldivision war das Erreichen des 5. Platzes in den Spielzeiten 1996/97 und 2005/06. Im nationalen Pokal, der Coupe de Luxembourg, stand man 2001 im Endspiel gegen Etzella Ettelbrück, verlor aber mit 3:5.
Die Nachwuchsspieler der U15 des FC Wiltz 71 schafften es 2010, in die 2. Division zu gelangen. Zudem erreichten sie das Viertelfinale des Coupe de Luxembourg, verloren dort allerdings mit 1:4 gegen SC Bettembourg.

## Kader Saison 2024/25
Stand: 24. Januar 2025
| 12 | Anthyme Repan    | Frankreich      |
| 21 | Ralph Schon      | Luxemburg       |
| 53 | Marco Pompei     | Luxemburg       |
| 81 | Youn Czekanowicz | Luxemburg Polen |
|    | Lillo Guarneri   | Italien Belgien |
|    | Hugo Faway       | Belgien         |

| 03 | Hugo Da Cunha Costa | Luxemburg                                |
| 05 | Yohan Mannone       | Frankreich                               |
| 10 | Ben Biver           | Luxemburg                                |
| 17 | Andy Rodrigues      | Luxemburg                                |
| 32 | Nielsen Luzein      | Frankreich Guadeloupe                    |
| 33 | Mathis Quiévreux    | Frankreich                               |
| 37 | Moise Ngwisani      | Kongo Demokratische Republik Deutschland |
|    | Fadhel Morou        | Deutschland Togo                         |

| 02 | Yanis Enzo Raddas    | Frankreich Algerien |
| 06 | Christophe Schroeder | Luxemburg           |
| 07 | Chris Philipps       | Luxemburg           |
| 08 | Alexandro Cavagnera  | Belgien Italien     |
| 20 | Emir Burkić          | Slowenien           |
| 30 | Gustavo Hemkemeier   | Brasilien Luxemburg |
| 51 | Mamadou Diallo Sow   | Spanien             |

| 09 | Victor Gorny             | Deutschland         |
| 11 | Tiago Rodrigues da Costa | Luxemburg           |
| 59 | Nawfel Saidi             | Frankreich Algerien |
| 88 | Benjamin Romeyns         | Belgien             |
| 91 | Cheickna Touré           | Niederlande         |
|    | Nabil Hassaini           | Belgien             |
|    | Esmir Dragolovcanin      | Luxemburg           |

## Bekannte Trainer
- Marc Grosjean (1995–1996)
- Mikhail Zaritski (seit 2024)

## Bekannte Spieler
- Théo Malget (1981–1985, 1988–1995)
- Marc Grosjean (1993–1995)
- Kevin Malget (2023–2024)